# Welschensteinach
Welschensteinach ist seit der Gemeindereform 1972 ein Ortsteil der Gemeinde Steinach im Ortenaukreis im westlichen Baden-Württemberg.

## Geografie
Welschensteinach liegt im Tal des Mühlbachs oder Welschensteinacher Bachs, einem linken Seitental des mittleren Kinzigtals. Der nach dem Ort benannte Bach fiedert sich bergwärts mehrstufig in Oberläufe in kleineren Tälern auf, in denen meist ebenfalls Siedlungsplätze liegen. Größte Oberläufe sind der Mühlsbach mit seinem eigenen längsten Quellbach Harmersbächle und der Langbrunnen mit seinem eigenen längsten Quellbach Birlinsbach, die im Oberdorf unweit der Kirche zusammenfließen.
Weiter abwärts im Tal des Welschensteinacher Bachs liegt das Unterdorf. Die Altgemeinde erstreckt sich über ein recht langes Haupttal und die kleineren Nebentäler. Der tiefste Punkt am Ausfluss des Welschensteinacher Bachs liegt auf etwas über 210 m ü. NHN, der höchste auf dem Bergrücken Hesseneck erreicht 676,8 m ü. NHN.

## Geschichte

### Besiedelung
Entgegen der augenscheinlichen Beziehung zu Steinach (Ortenaukreis) wurde Welschensteinach vom Elztal bzw. Schuttertal aus besiedelt. Erst sehr viel später erfolgte ein Durchbruch durch die damals dichten Urwälder und damit eine Anbindung Welschensteinachs ans Kinzigtal. Die erste urkundliche Erwähnung erfolgte im Jahre 1239 n. Chr. Der Name leitet sich von Welsche „Romane“ und einer Ache als Gewässername ab.

### Eingemeindung
Am 1. Februar 1972 wurde Welschensteinach in die Gemeinde Steinach eingegliedert.

## Demographie
Einwohnerzahlen nach dem jeweiligen Gebietsstand.
| Jahr | Einwohnerzahl |
| ---- | ------------- |
| 1834 | 1.010         |
| 1885 | 921           |
| 1939 | 892           |
| 1961 | 1.084         |
| 1970 | 1.170         |

## Politik

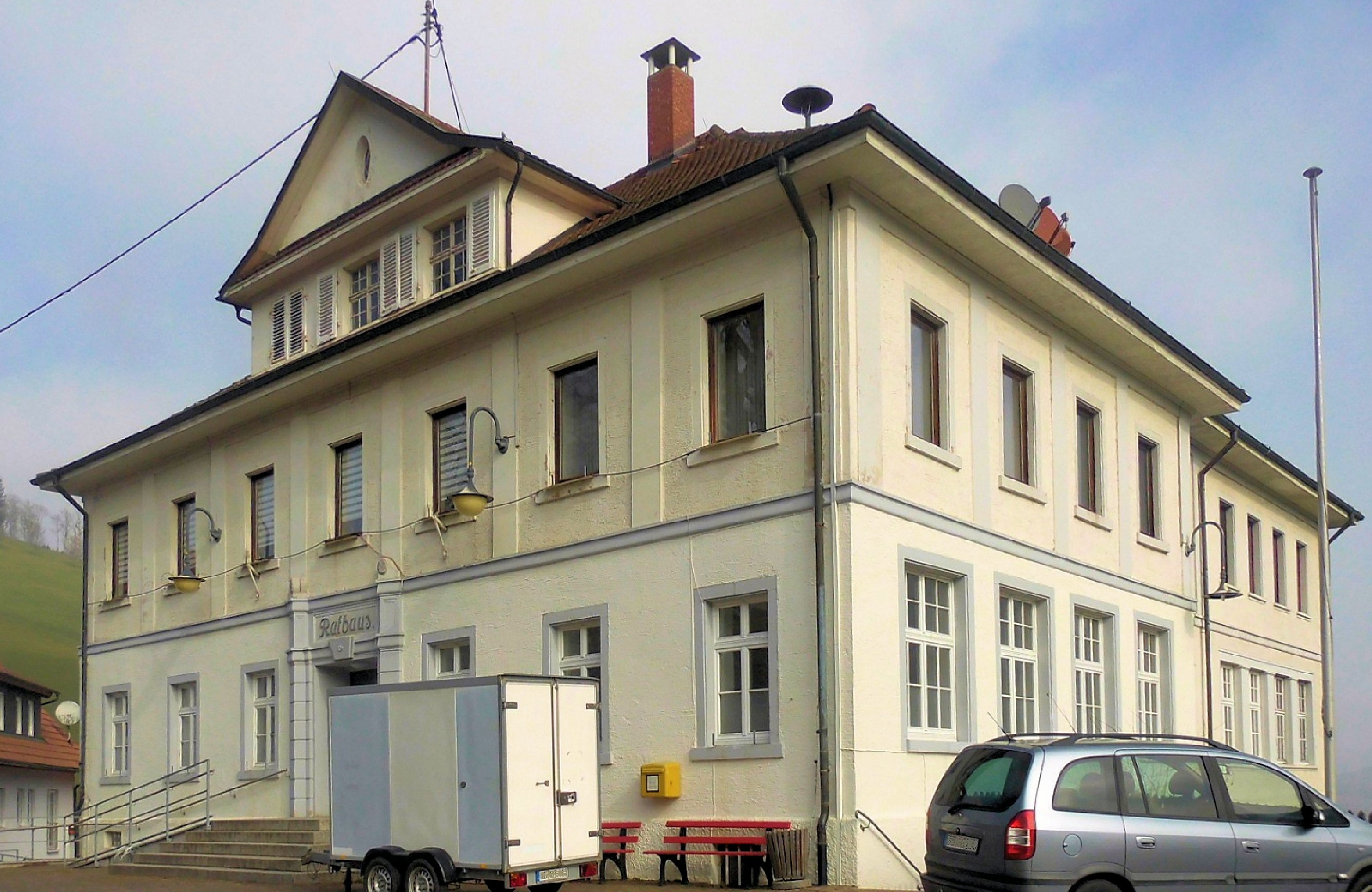
Ehemaliges Rathaus

### Ortschaftsrat und Ortsvorsteher
Zusammen mit Steinach wählt Welschensteinach einen Gemeinderat und einen Bürgermeister. Darüber hinaus wird Welschensteinach durch einen Ortschaftsrat und einem Ortsvorsteher vertreten. Derzeitiger Ortsvorsteher ist Xaver Rockenstein.

### Wappen
Das Wappen von Welschensteinach zeigt eine goldene Pflugschar auf rotem Grund, was vom Ackerbau im Tal herrührt.

### Partnergemeinde
Seit 1964 pflegt Welschensteinach eine freundschaftliche Beziehung mit der elsässischen Gemeinde Truchtersheim. Neben gegenseitigen Besuchen der Vereine pflegen auch Familien freundschaftliche Beziehungen zu Bürgern aus Truchtersheim. Seit zehn Jahren sind auch die beiden Gemeinden offiziell durch einen Partnerschaftsvertrag verbunden.
Das 50-jährige Jubiläum wurde am 20. Juli 2014 im Welschensteinacher Dorffest und wiederum am 17. August 2014 beim Truchtersheimer Massdi gefeiert.

## Kultur und Sehenswürdigkeiten

### Religionen
Seit der Dekanatsreform am 1. Januar 2008 gehört Welschensteinach und die St. Peter und Paul-Kirche zum Dekanat Offenburg-Kinzigtal und gehört zudem zur Seelsorgeeinheit Haslach.

## Wirtschaft und Infrastruktur

### Bildung
Welschensteinach verfügt über einen selbstständigen Kindergarten und eine Grundschule, eine Außenstelle der Georg-Schöner-Schule Steinach. Dort befindet sich die Verwaltung, die Lehrkräfte betreuen Klassen beider Standorte.
Trotz sinkender Schülerzahlen bestehen die Einwohner Welschensteinachs auf den Erhalt der Schule. Dies ist möglich, da der Erhalt der Schule als Grundschule beim Zusammenschluss mit Steinach 1972 zugesagt wurde.
Der Erhalt zweier Schulen und dessen ökonomische Folgen für die Gemeinde lieferte in der Vergangenheit immer wieder Stoff für Streitigkeiten zwischen einigen Einwohnern der beiden Ortsteile Steinachs. Die Welschensteinacher beharren aber auf ihrem Recht, zumal eine Schließung der Schule einen Schulweg von mindestens 4 Kilometern für die Welschensteinacher Kinder bedeuten würde.

## Pfarrgemeinde
Welschensteinach bzw. die Pfarrgemeinde Peter und Paul wird zusammen mit Steinach, Haslach, Mühlenbach und Hofstetten als Seelsorgeeinheit verwaltet und betreut. Die Gemeinde Peter und Paul wählt einen eigenen Pfarrgemeinderat.

Kirche St. Peter und Paul
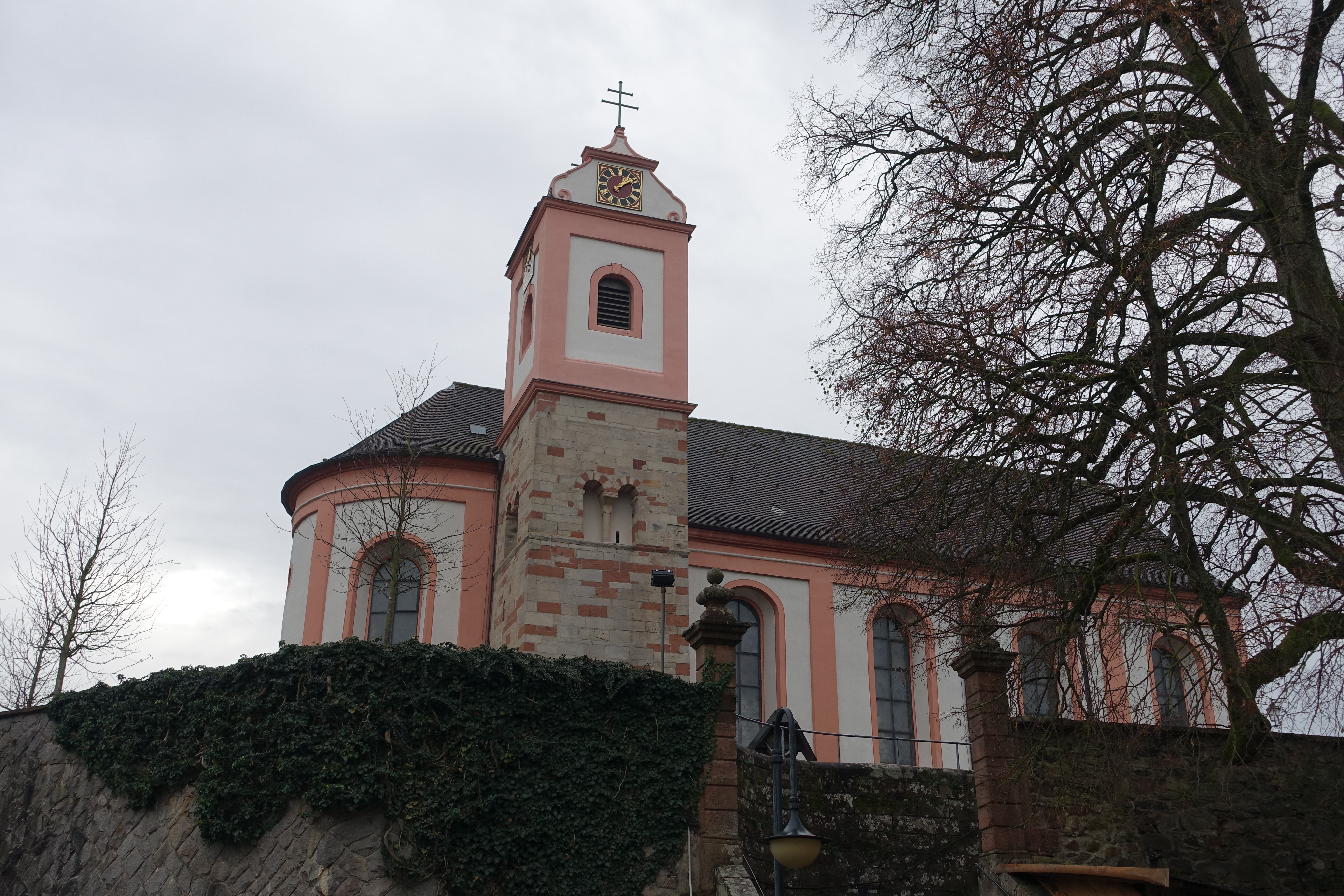
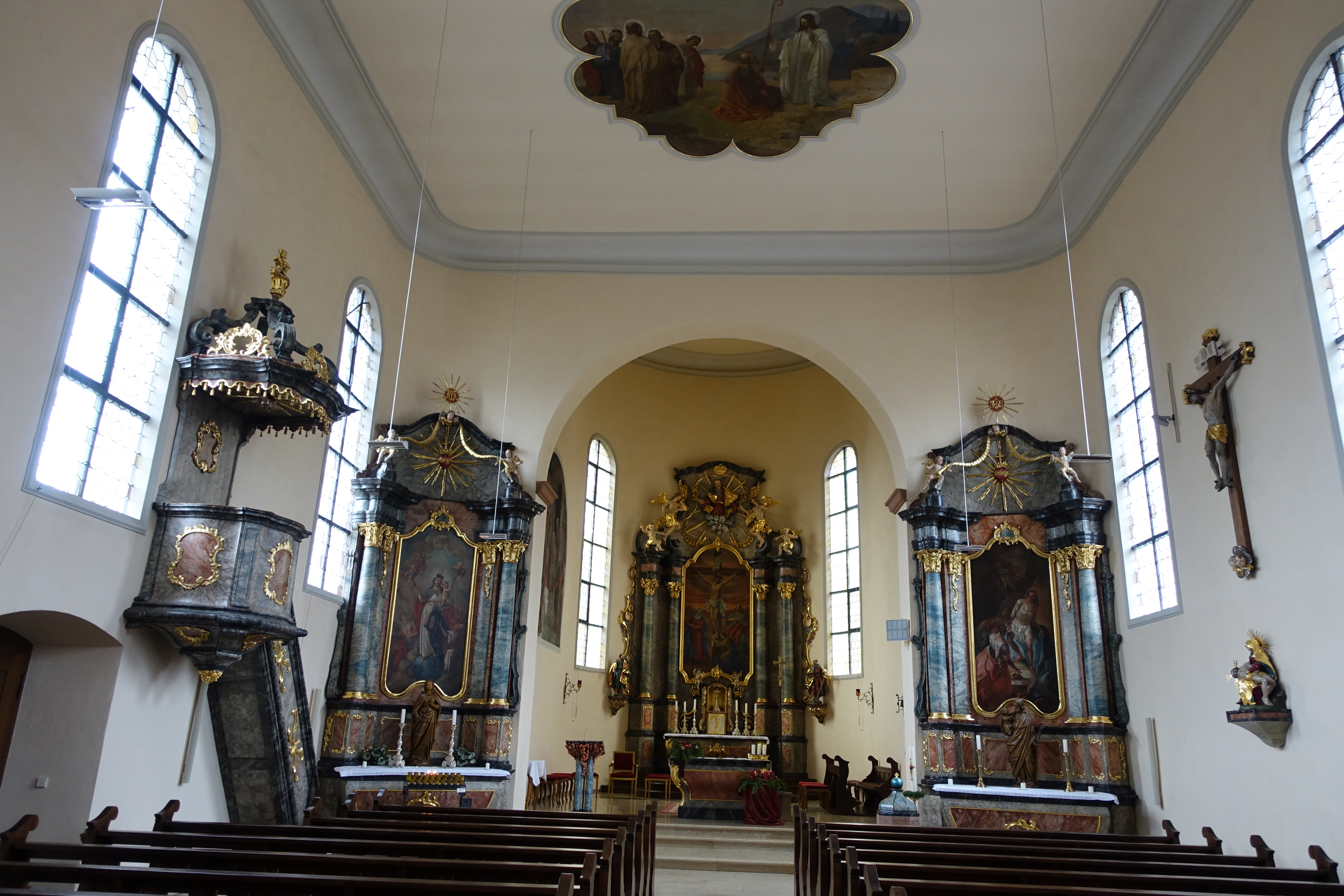
Innenansicht
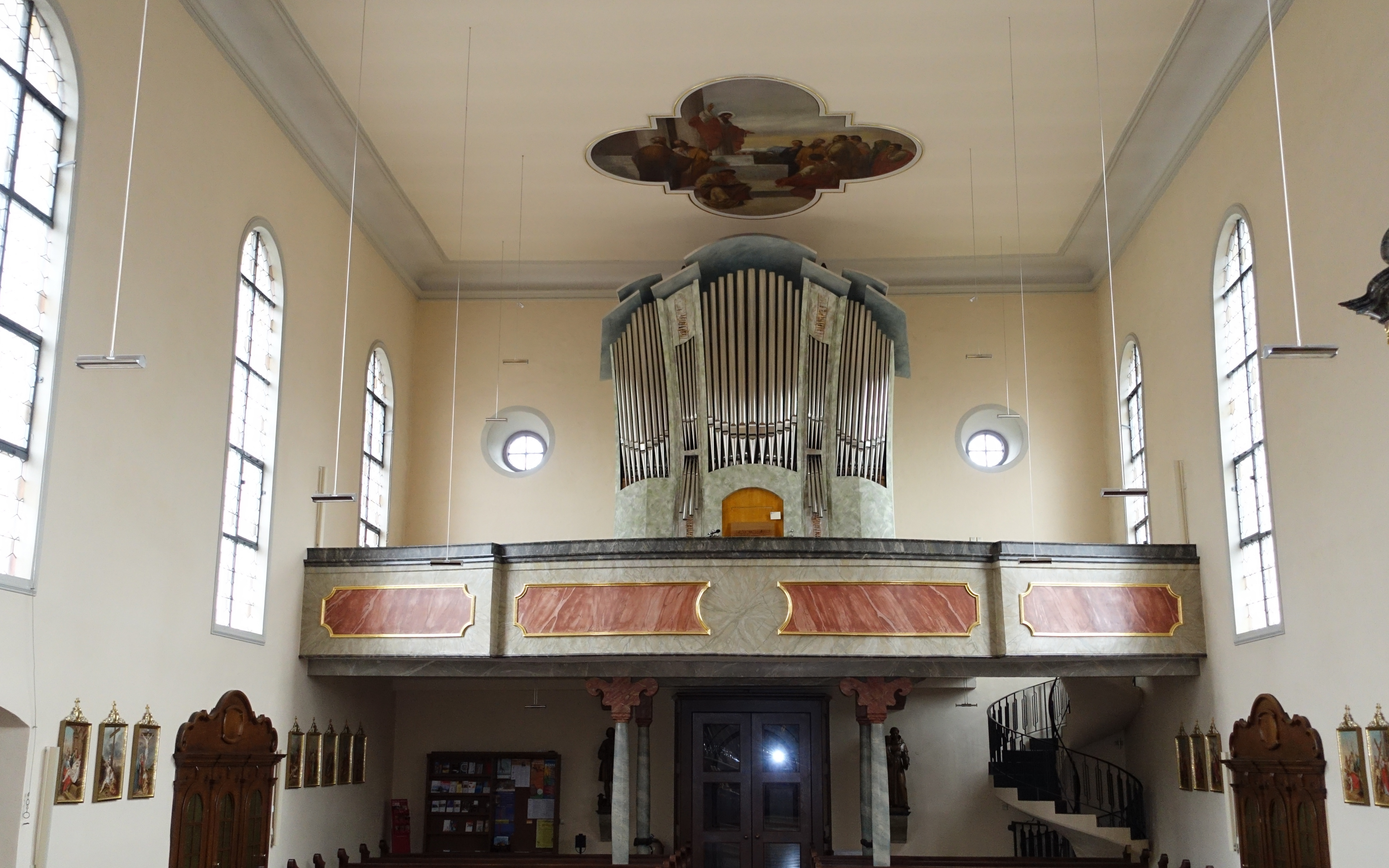
Orgel

Die Pfarrkirche St. Peter und Paul stammt teils aus der Romanik, teils aus der Zeit des Barock. Sie diente auch als Wehrkirche und wurde zuletzt 2012 restauriert.

## Belege
1. ↑  Statistisches Bundesamt (Hrsg.): Historisches Gemeindeverzeichnis für die Bundesrepublik Deutschland. Namens-, Grenz- und Schlüsselnummernänderungen bei Gemeinden, Kreisen und Regierungsbezirken vom 27.5.1970 bis 31.12.1982. W. Kohlhammer, Stuttgart / Mainz 1983, ISBN 3-17-003263-1, S. 506 (Statistische Bibliothek des Bundes und der Länder [PDF; 41,1 MB]).